# Elmer Otis Wooton
Elmer Otis Wooton (* 19. September 1865 in Kokomo, Indiana; † 20. November 1945 in Arlington, Virginia) war ein US-amerikanischer Botaniker. Sein offizielles botanisches Autorenkürzel lautet „Wooton“. Früher war auch das Kürzel „Woot.“ in Gebrauch.

## Leben und Wirken
Wooton ging als Professor für Chemie und Botanik 1890 an die New Mexico State University (NMSU). Das New Mexico College of Agricultural and Mechanical Arts war gerade neu gegründet worden, von dem sich der Name „NMC Herbarium“ für das Herbarium der Universität ableitet. Bereits ab Frühjahr 1890 begann Wooton, in der Gegend Pflanzen zu sammeln, und baute während seiner etwa zwei Jahrzehnte an der New Mexico State University das Herbarium zu respektabler Größe auf. 1910 wurde er stellvertretender Kurator des National Herbarium. 1911 ging er nach Washington, D.C., wo er für das Landwirtschaftsministerium (USDA) bis 1935 arbeitete.

## Dedikationsnamen
Die Pflanzengattungen Wootonella Standl. und Wootonia Greene sind nach ihm benannt worden.

## Schriften
- mit Paul Carpenter Standley: Flora of New Mexico. 1915.